# Joseph Laumann
Joseph-Michael Laumann (Marrakesh, 31 augustus 1983) is een Duits-Marokkaans voetbalcoach en voormalig voetballer.

## Spelerscarrière
Laumann maakte in 2005 de overstap van SpVgg Erkenschwick naar Schalke 04, waar hij in zijn debuutseizoen voornamelijk voor het tweede elftal in de Oberliga Westfalen speelde. Laumann mocht ook tweemaal invallen bij de eerste ploeg: in de bekerwedstrijd tegen FC Bremerhaven (0-3-winst) viel hij in de 71e minuut in, in de competitiewedstrijd tegen Hannover 96 (2-0-winst) op 24 september 2005 in de blessuretijd. Na één seizoen bij Schalke 04 stapte hij over naar derdeklasser Rot Weiss Ahlen. 
Na passages bij derdeklassers VfB Lübeck en FC Rot-Weiß Erfurt in het seizoen 2007/08 tekende Laumann bij Sportfreunde Siegen, een club die na de competitiehervorming van 2008 werd ondergebracht in de NRW-Liga. Daar haalde dubbele cijfers qua goals, waarop MSV Duisburg hem een contract aanbood voor hun tweede elftal in dezelfde reeks.
In de zomer van 2010 ging Laumann voor het eerst aan de slag in het buitenland, namelijk bij de Cypriotische eersteklasser APOP Kinyras Peyias FC. Na nog een passage bij de Vietnamese eersteklasser Vissai Ninh Bình FC keerde hij terug naar Duitsland, waar hij voor amateurclubs SV Hohenlimburg en SC Roland Beckum uitkwam.

## Trivia
- Laumann ging ooit testen bij SBV Vitesse onder de schuilnaam Joseph Ratzinger, de burgernaam van paus Benedictus XVI.[1]